# Charles Mochet

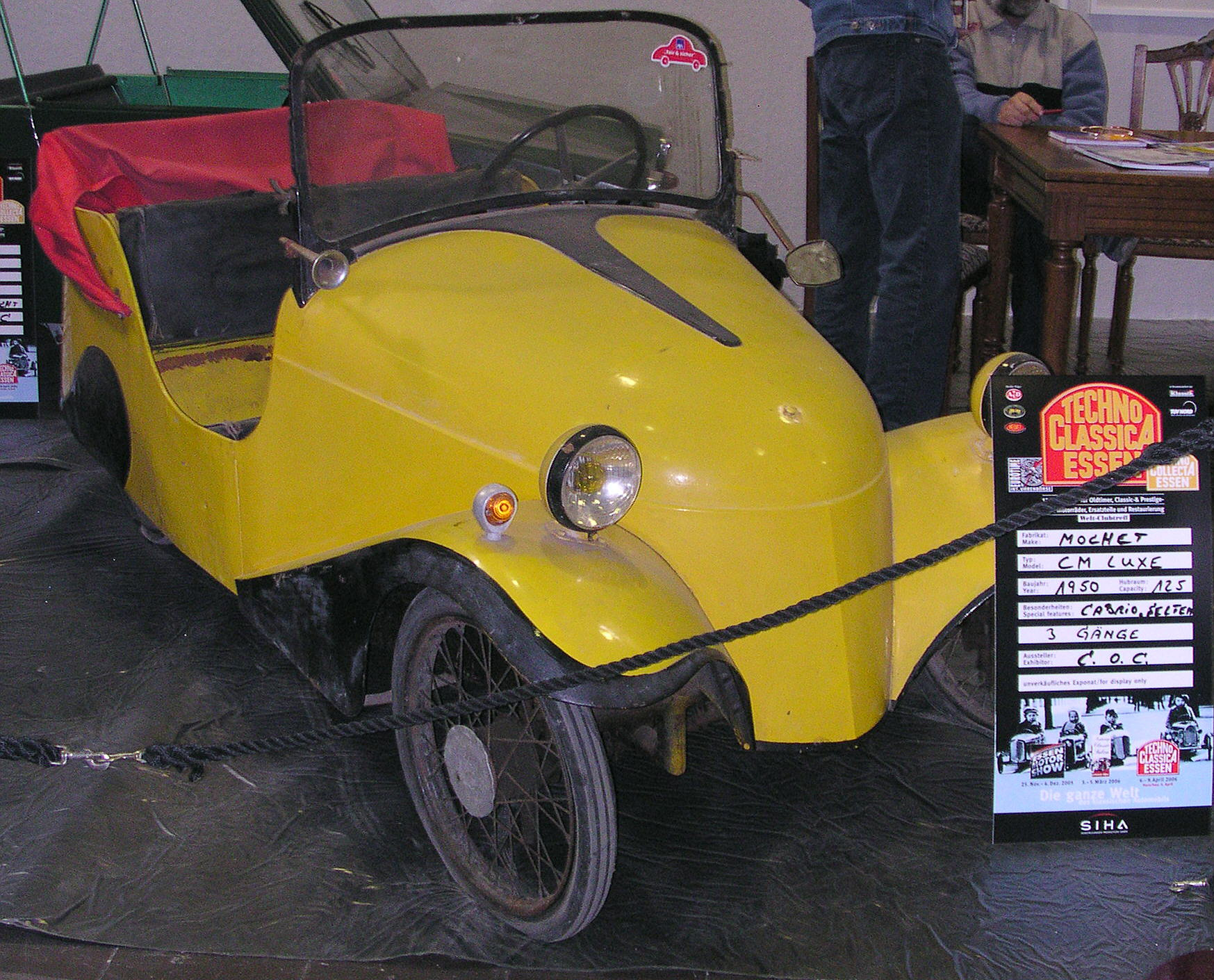
Mochet CM Luxe, 125 cm³, 3 vitesses, fabriquée en 1950.

Charles Mochet (30 mars 1880 - 3 juin 1934) est un constructeur français de vélos couchés, vélocars, motocyclettes, side-cars et mini-automobiles au début du XXe siècle.
Les Établissements Charles Mochet, en activité de 1924 à 1958, étaient installés 68, rue Roque-de-Fillol, à Puteaux. Après la mort de Charles Mochet, son fils Georges Mochet prit sa succession à la direction de l'usine.

## Histoire
Avant la Première Guerre mondiale, Mochet construisait de petites voitures très légères. En raison des craintes de sa femme de laisser leur fils Georges faire du vélo ordinaire, il lui a construit un véhicule à quatre roues propulsé par des pédales. Peu de temps après, le besoin pour ces véhicules se fait sentir et Mochet décide d'arrêter la production d'automobiles et de se consacrer entièrement à la conception de VPH.
Mochet a construit un véhicule à pédales à deux places et à quatre roues pour adultes qu'il a appelé le « Velocar ». Étant donné que le Français moyen ne pouvait pas se permettre une automobile convenable en raison de la mauvaise situation économique après la Première Guerre mondiale, la Vélocar a connu un succès fulgurant. La Velocar a enregistré des ventes croissantes jusque dans les années 1930. Même pendant la Seconde Guerre mondiale, lorsqu'il n'y avait pas d'essence, les Velocars de Mochet suscitaient encore beaucoup d'intérêt.
En 1932, Mochet construit le premier vélo couché, qu'il appelle d'abord « Velo-Velocar » puis « Velorizontal ». Au début, il trouve un bon pilote en la personne d'Henri Lemoine, qui refuse ensuite de courir avec la Velocar. Le deuxième choix de Mochet est alors Francis Fauré, le frère du célèbre cycliste Benoît Fauré, qui remportera plus tard de nombreux succès et établira un record du monde de l'heure en 1933.
Après le décès de Charles Mochet, l'entreprise est reprise par son fils Georges Mochet à partir de 1934.

## Culture populaire

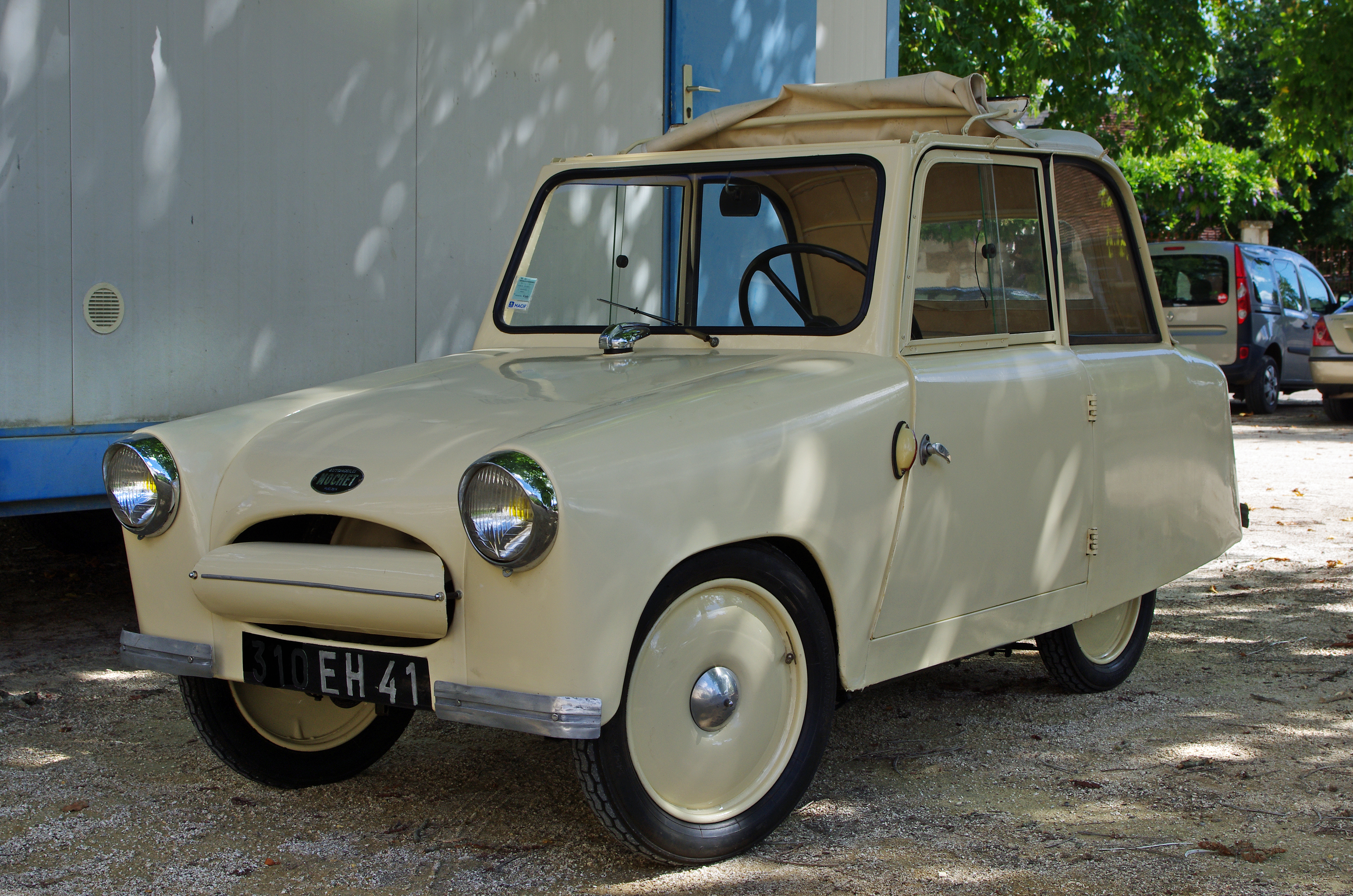
Une Mochet CM 125 Y à moteur Ydral monocylindre de 125 cm.

Les Bodin's roulent avec une Mochet CM 125 Y dans leur spectacle Les Bodin’s Grandeur nature.